# 一色範光

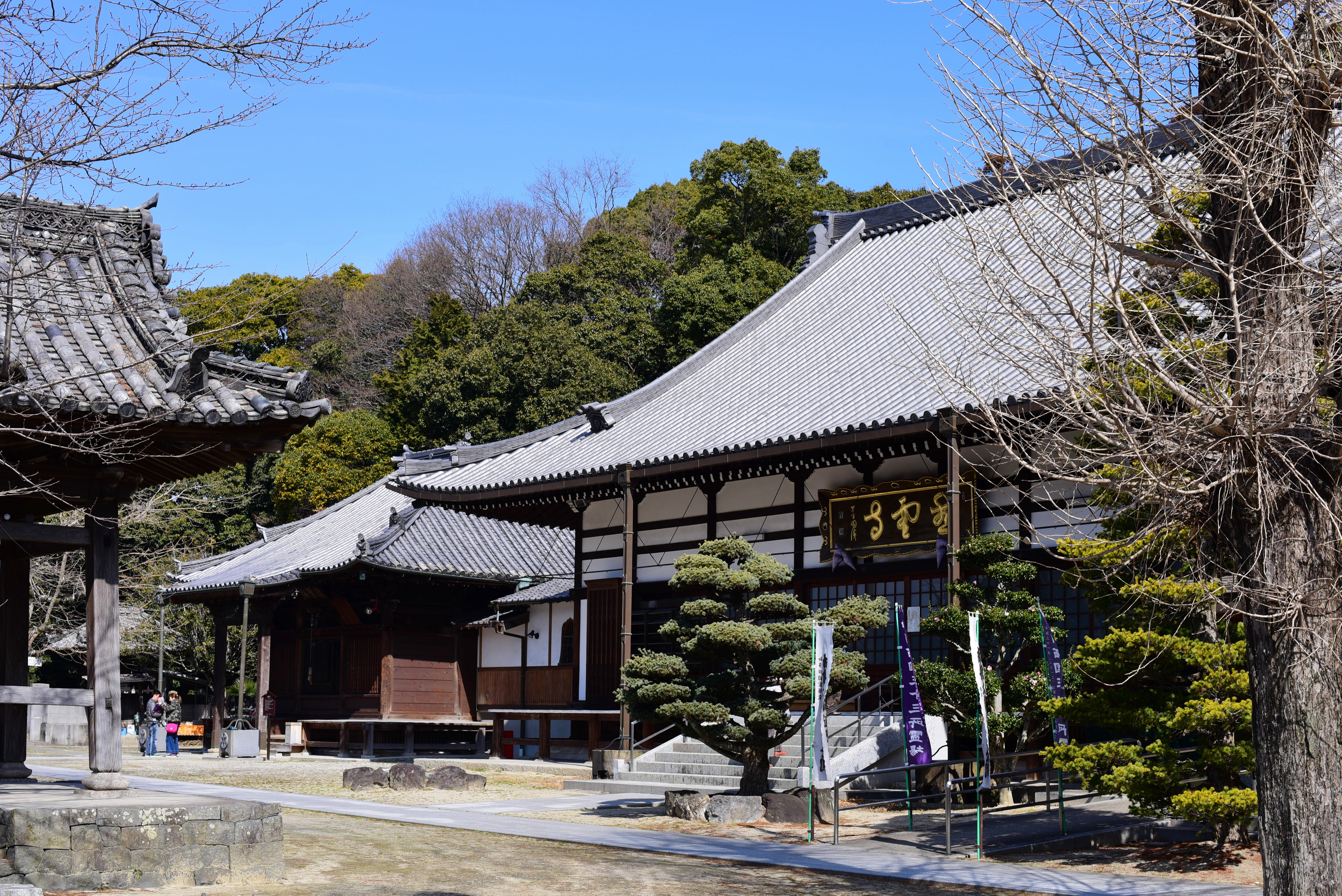
慈雲寺（愛知県知多市）

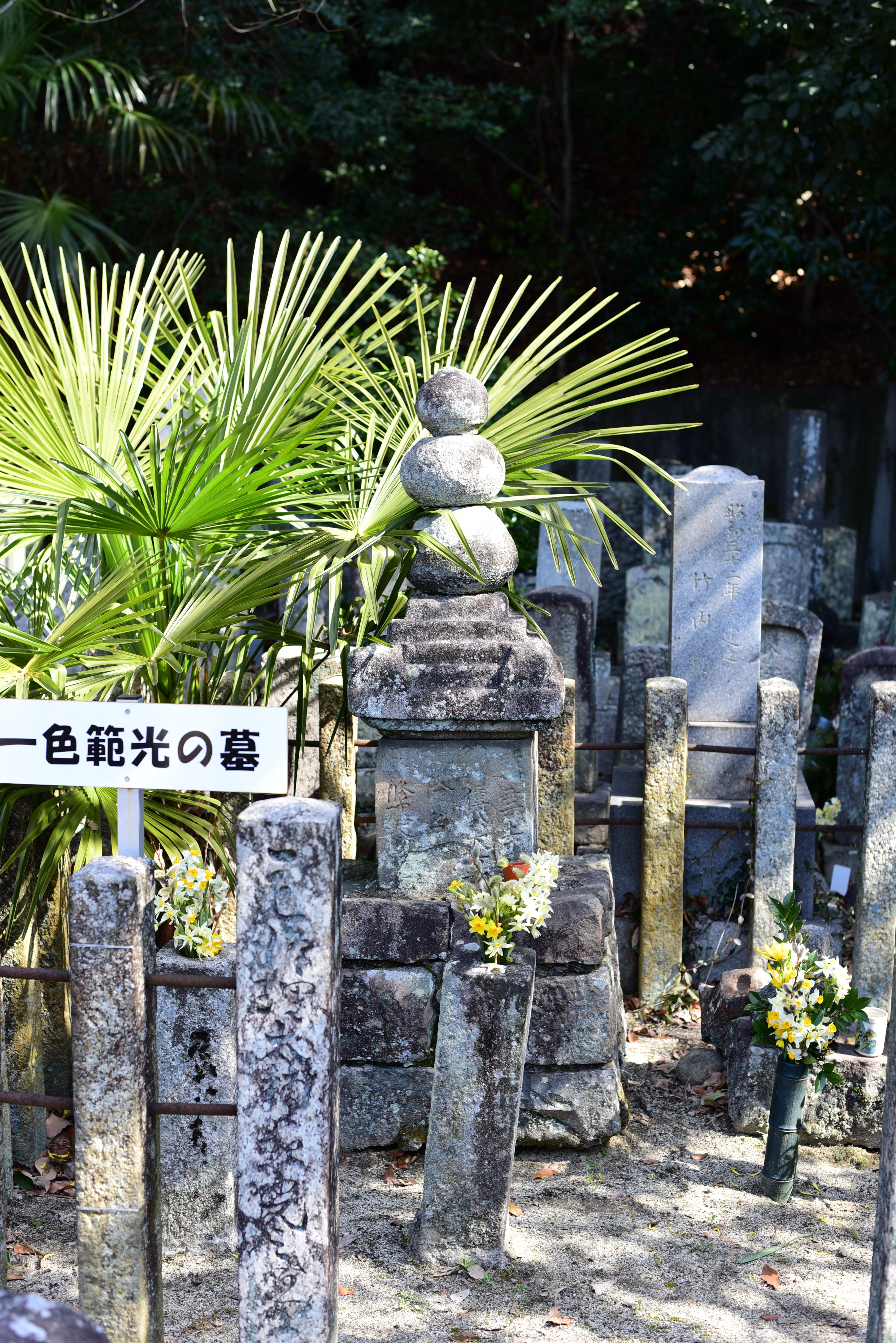
一色範光の墓

一色 範光（いっしき のりみつ）は、南北朝時代の武将、守護大名。一色氏5代当主。

## 生涯
肥前国守護を拝命し、父一色範氏と九州探題を継いだ兄直氏に従い南朝方の勢力と長年対陣を続けたものの、幕府方の勢力を糾合しきれずに苦戦し、のち敗退する。しかし、将軍足利義詮、義満には引き続き信任され重用され、文和2年/正平8年（1353年）には肥前国守護となる。延文4年（1359年）春頃、菊池氏に破れ、京都に帰還する。
貞治5年/正平21年（1366年）10月には若狭国守護となり、康暦元年（1379年）以前に三河国守護を兼任した。
範光は妻の縁者で将軍家直臣であった小笠原長房（幡豆小笠原氏とも阿波小笠原氏とも言われる）を登用して若狭守護代として派遣している。だが、若狭国の守護領の88％を占め、同国最大の都市である小浜を含んでいた税所今富名は前守護の斯波義種の時代に山名時氏に与えられており、同国の経営は困難を極めた。だが、応安2年/正平24年（1369年）から応安4年/建徳2年（1371年）にかけて、一色氏支配に頑強に抵抗してきた若狭の国人一揆と合戦、遂にこれを鎮圧（応安の国人一揆）、支配を貫徹することに成功し、四職の一角としての一色氏の繁栄の基礎を築いた。
その一方、貞治5年/正平21年（1366年）頃、吉田神社の所有である若狭国の神領、並びに能登国の富来院を押領しており、吉田神社社務の吉田兼煕は範光の下へ出向いて押領の停止を要請すると共に、今川貞世にその斡旋を依頼するなどしている。
貞治6年/正平22年（1367年）以降に出家、信伝と号した。
天授5年/康暦元年（1379年）2月、斯波義将、富樫昌家、赤松義則らと共に、細川頼之討伐の軍を起こそうとしたが、将軍足利義満の仲介により取り止めとなった。
元中5年/嘉慶2年（1388年）1月、死去。享年64。